# Christopher Isegwe Njunguda
Christopher Isegwe Njunguda (ur. 22 lutego 1976) – tanzański lekkoatleta specjalizujący się w biegach długodystansowych, także w maratonie.
W kwietniu 2004 został zwycięzca Belgrad-Maraton, gdzie uzyskał czas 2:12:53. W sierpniu 2005 zdobył srebrny medal na mistrzostwach świata w Helsinkach w biegu maratońskim. Reprezentanta Tanzanii pokonał tylko Marokańczyk Dżawad Gharib. Był to pierwszy medal Tanzanii na mistrzostwach świata w historii.

## Osiągnięcia
| Rok  | Zawody             | Miejsce             | Pozycja    | Dystans |
| ---- | ------------------ | ------------------- | ---------- | ------- |
| 2005 | Mistrzostwa Świata | Helsinki, Finlandia | 2. miejsce | maraton |

## Rekordy życiowe
| Konkurencja | Data             | Miejsce  | Czas    |
| ----------- | ---------------- | -------- | ------- |
| Półmaraton  | 15 czerwca 2003  | Moshi    | 1:02:17 |
| Maraton     | 13 sierpnia 2005 | Helsinki | 2:10:21 |